# Sharpes (Florida)
Sharpes es un lugar designado por el censo ubicado en el condado de Brevard en el estado estadounidense de Florida. En el Censo de 2010 tenía una población de 3.411 habitantes y una densidad poblacional de 210,82 personas por km².

## Geografía
Sharpes se encuentra ubicado en las coordenadas 28°26′37″N 80°45′41″O / 28.44361, -80.76139. Según la Oficina del Censo de los Estados Unidos, Sharpes tiene una superficie total de 16.18 km², de la cual 7.5 km² corresponden a tierra firme y (53.63%) 8.68 km² es agua.

## Demografía
Según el censo de 2010, había 3.411 personas residiendo en Sharpes. La densidad de población era de 210,82 hab./km². De los 3.411 habitantes, Sharpes estaba compuesto por el 91.94% blancos, el 3.37% eran afroamericanos, el 0.91% eran amerindios, el 0.59% eran asiáticos, el 0.06% eran isleños del Pacífico, el 0.88% eran de otras razas y el 2.26% pertenecían a dos o más razas. Del total de la población el 3.14% eran hispanos o latinos de cualquier raza.